# Chromis xanthochira
Chromis xanthochira és una espècie de peix de la família dels pomacèntrids i de l'ordre dels perciformes.

## Morfologia
Els mascles poden assolir els 14 cm de longitud total.

## Distribució geogràfica
Es troba a Indonèsia, les Filipines, Palau, Guam, Papua Nova Guinea, Salomó, el nord de la Gran Barrera de Corall i l'Illa Christmas.